# Igaracy
Igaracy là một đô thị thuộc bang Paraíba, Brasil. Đô thị này có diện tích 192,258 km², dân số năm 2007 là 6716 người, mật độ 34,9 người/km².